# Burgfriedhof (Bad Godesberg)

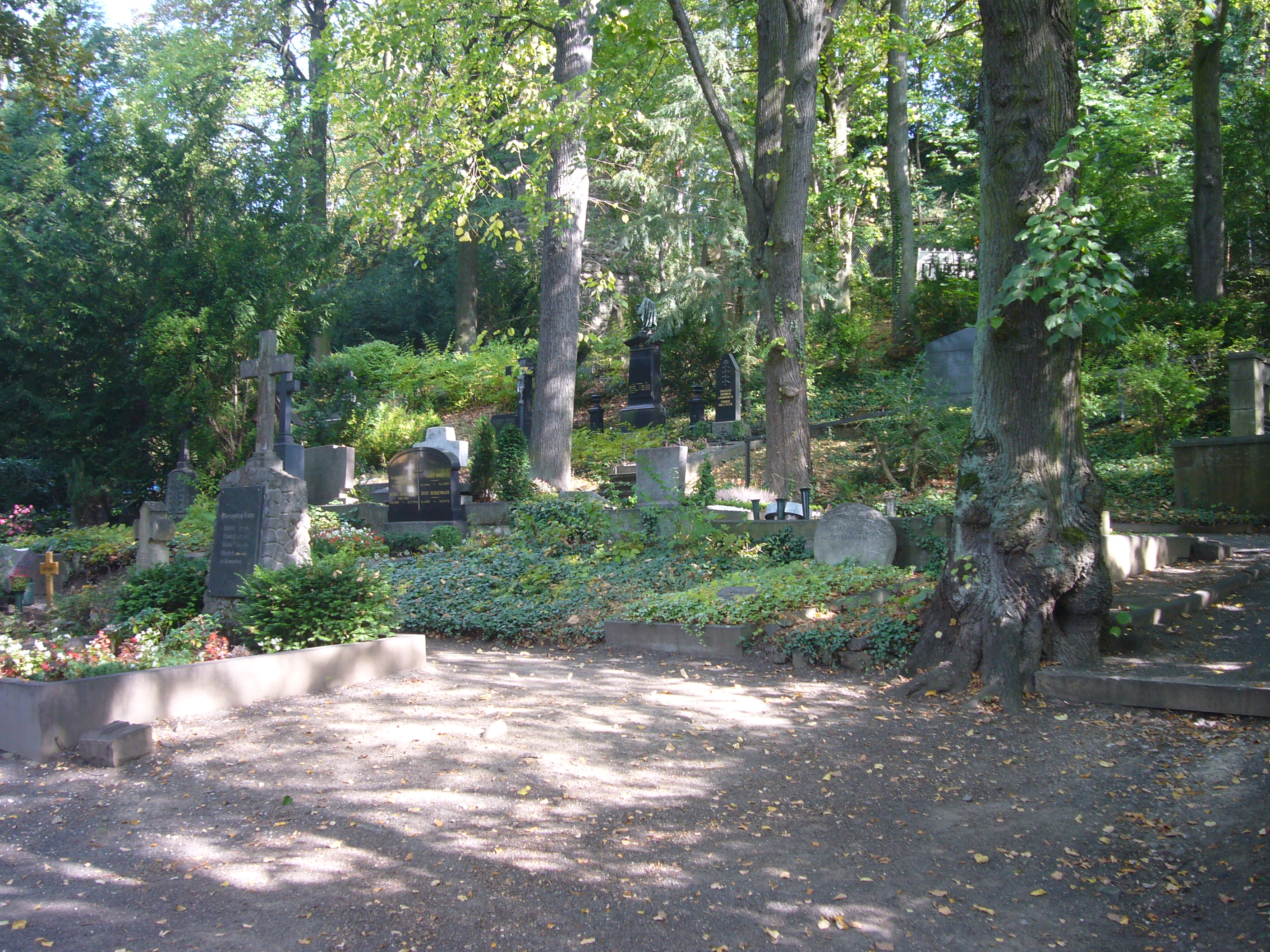
Blick über den Burgfriedhof (2011)

Der Burgfriedhof ist ein kommunaler Friedhof in Bad Godesberg, einem Stadtbezirk von Bonn. Er steht als Baudenkmal unter Denkmalschutz. Teil des Friedhofs ist der Jüdische Friedhof Bad Godesberg.

## Lage
Der Burgfriedhof liegt am Westhang des Burgbergs der Godesburg (120,8 m ü. NN) und erstreckt sich entlang der Straßen Am Burgfriedhof und Auf dem Godesberg.

## Geschichte
Der Burgfriedhof wurde 1804/05 auf dem Gelände der ehemaligen Vorburg der Godesburg unterhalb der Michaelskapelle in Nachbarschaft zu einem bereits seit dem frühen 18. Jahrhundert bestehenden jüdischen Friedhof angelegt. 1895 erwarb die Gemeinde Godesberg den Burgberg. Der Friedhof wurde hangabwärts mehrmals terrassenförmig erweitert, letztmals im Jahre 1910. 1924 entstand zu seiner Entlastung im Ortsteil Plittersdorf der neue Zentralfriedhof der Stadt.

## Beschreibung
Auf dem Friedhof befinden sich viele reich gestaltete Grabstätten des Großbürgertums aus dem 19. und dem Beginn des 20. Jahrhunderts, darunter auch mit fünf Mausoleenbauten die meisten unter den Bonner Friedhöfen:148. Zu den bedeutendsten Grabmälern zählt eine von dem Bildhauer Benno Elkan geschaffene Grabplastik (Bergpredigt) für den Pfarrer Karl Evertsbusch aus dem Jahre 1909. Als Friedhofskapelle dient heute ein 1904/05 für den aus Philadelphia gebürtigen Arzt George Guier (1824–1903) nach Plänen des Regierungsbaumeisters August Senz (1862–1912) unter Ausführung durch den Bonner Architekten Wilhelm Weinreis (1872–1906) errichtetes Mausoleum in orientalisierenden Formen, das die Stadt Bad Godesberg 1952 erwarb.:153 ff.
Der Friedhof umfasst auch eine Kriegsgräberstätte von 72 Gefallenen aus dem Ersten Weltkrieg.

## Beigesetzte Persönlichkeiten

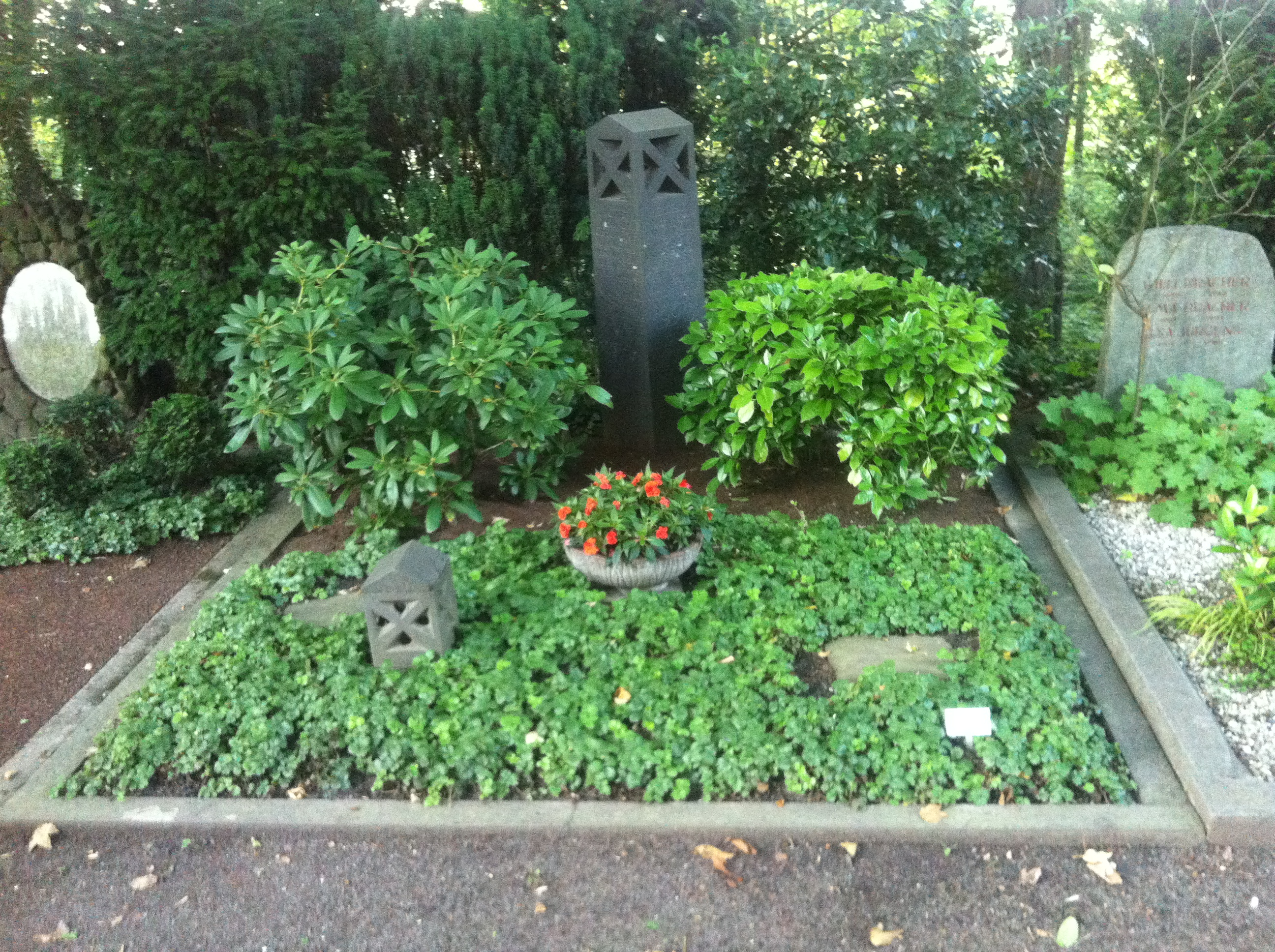
Grab Herbert Wehners, Burgfriedhof, Bonn-Bad Godesberg

- Gerhard Siebel (1784–1831), Kaufmann, Lokalpolitiker, Diplomat und Publizist aus Elberfeld
- Carl August von Groote (1831–1897), Bürgermeister von Godesberg – Ehrengrab der Stadt Bonn[8]
- Carl Maria Finkelnburg (1832–1896), Mediziner und Hygieniker
- Julius Axenfeld (1834–1896), Missionar und Pfarrer in Godesberg – Ehrengrab der Stadt Bonn[8]
- Reinhold Fellenberg (1848–1912), Militärmusiker, Stabstrompeter, Komponist und Karnevalist
- Anton Dengler (1852–1914), Bürgermeister von Godesberg – Ehrengrab der Stadt Bonn[8]
- Alfred Wiedemann (1856–1936), Ägyptologe
- Ännchen Schumacher (1860–1935), ortsbekannte Wirtin – Ehrengrab der Stadt Bonn[8]
- Theodor Wilhelm Düren (1866–1928), ortsansässiger Bauunternehmer
- Toni Wolter (1875–1929), Landschafts- und Industriemaler der Düsseldorfer Schule
- Josef Zander (1878–1951), Bürgermeister von Bad Godesberg – Ehrengrab der Stadt Bonn[8]
- Karl Schwarz (1886–1959), ortsansässiger Architekt
- Paul Kemp (1896–1953), Schauspieler und Charakterkomiker
- Heinrich Hopmann (1897–1968), Bürgermeister von Bad Godesberg
- Wolfgang Finkelnburg (1905–1967), Experimentalphysiker
- Hubertus Prinz zu Löwenstein-Wertheim-Freudenberg (1906–1984), Journalist, Schriftsteller und Politiker (FDP, DP, CDU)
- Walter Henkels (1906–1987), Journalist und Buchautor
- Herbert Wehner (1906–1990), Politiker (KPD, SPD) – seit 2010 Ehrengrab der Stadt Bonn[9]
- Paul Magar (1909–2000), Maler
- Siegfried Zoglmann (1913–2007), Politiker (FDP, CSU)
- Erich Mende (1916–1998), Jurist und Politiker (FDP, CDU)
- Ernst-Dieter Lueg (1930–2000), Journalist
- Günter Zehm (1933–2019), deutscher Philosoph und Publizist
- Ludolf Herrmann (1936–1986), Journalist und Chefredakteur
- Rudolf Schieffer (1947–2018), deutscher Historiker